# オーバーエンガディン

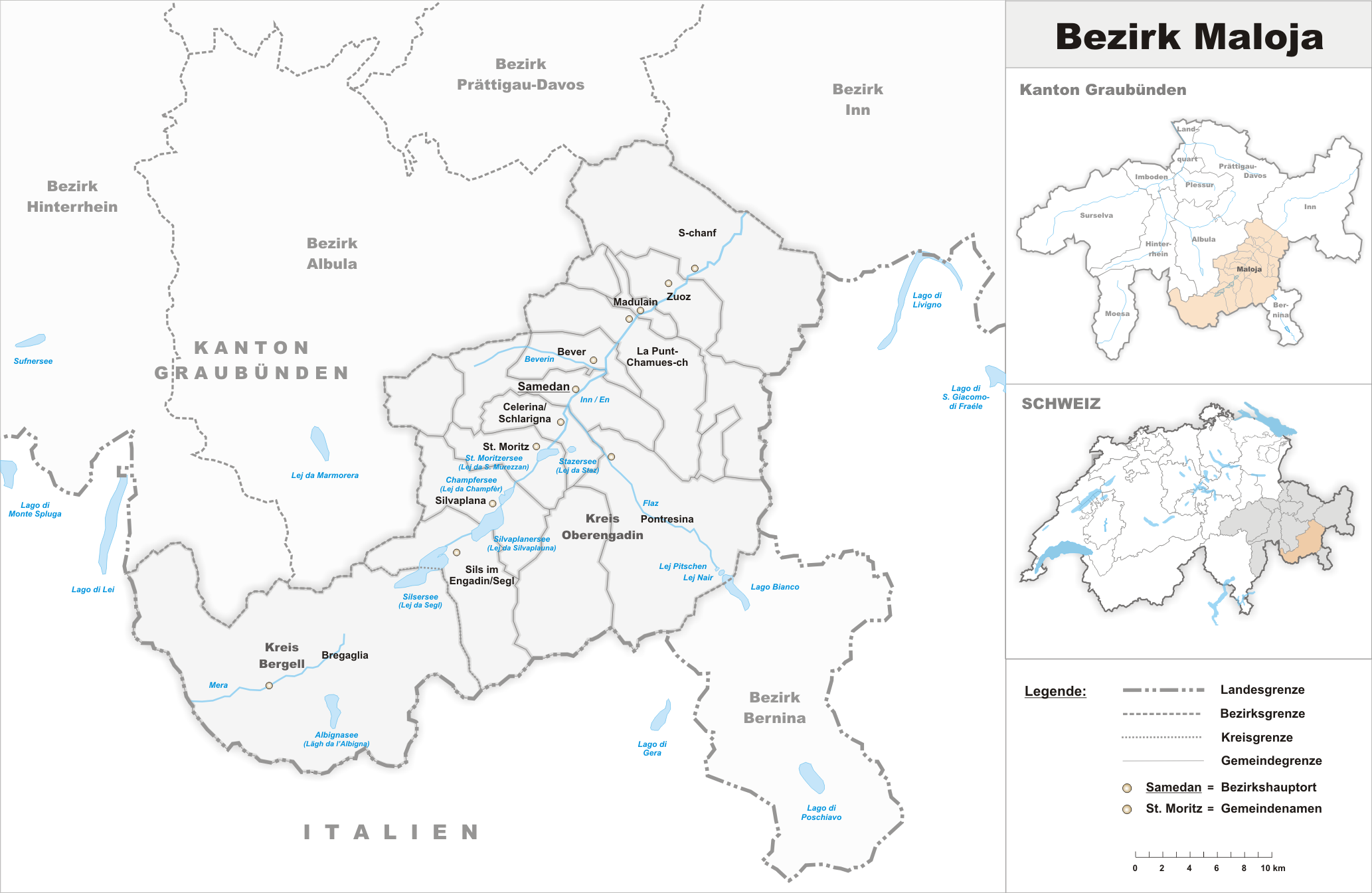
マローヤ郡

オーバーエンガディン（ドイツ語: Oberengadin）は、スイス・グラウビュンデン州南部に存在した地方名（行政区分）。イン川流域のエンガディン地方のうち上流側を指す。中心地はサンモリッツ。マローヤ郡の大部分にあたる。
行政改革による再編で2017年12月31日に消滅した。

## 地理

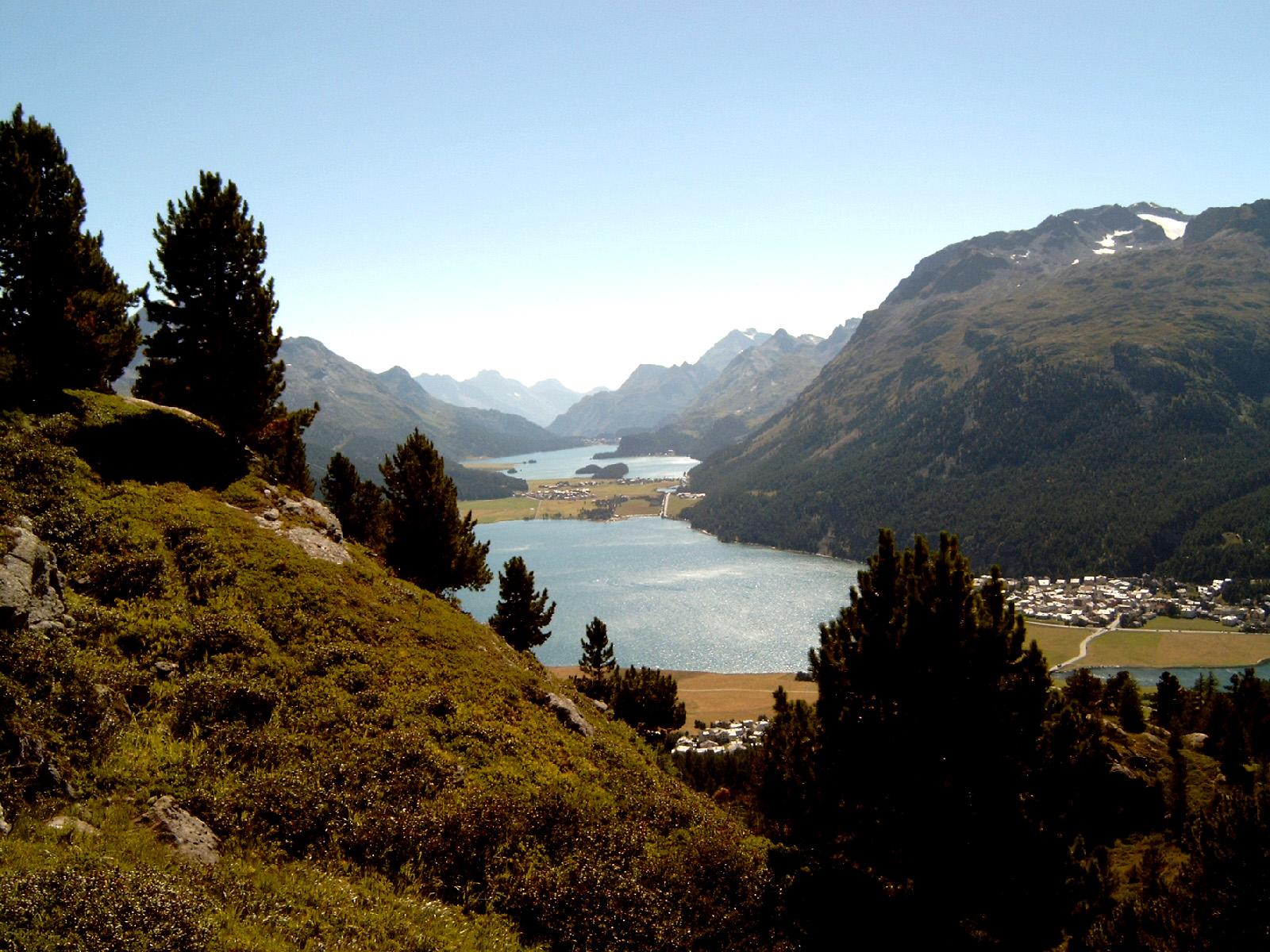
オーバーエンガディンのシルヴァプラーナ湖

地理的なオーバーエンガディンは、マローヤ峠付近の村マローヤから北東へツェルネッツまでの、イン川の谷筋を指す。なお、ツェルネッツから下流のオーストリア国境に至る一帯はウンターエンガディンと呼ばれる。ドイツ語で「オーバー」は上、「ウンター」は下の意味であり、「オーバーエンガディン」はイン川の上流という意味になる。
行政上は、マローヤ郡に属する16の自治体のうち南東端のブレガリアを除いた15自治体が「オーバーエンガディン地方」とされる。ただし、ブレガリア自治体はマローヤ峠を越えて東側にも領域があり（マローヤの集落もここに含まれる）、地理的なオーバーエンガディン地方と異なっている。
オーバーエンガディンを代表する村として、サン・モリッツ、ポントレジーナ、シルス、マローヤなどがある。これらの村の多くは標高1800ｍ前後のイン川沿いに点在しており、ベルニナ山系を中心とするアルプスや湖に囲まれている。中でもサン・モリッツは過去2回冬季オリンピックが開催された山岳リゾート地として国際的にも有名。
オーバーエンガディンでは紀元前からの古い歴史と独特の文化が受け継がれており、厚い壁に小さな窓、スグラフィット技法で描かれた幾何学文様やフレスコ画で壁が飾られた美しい家々が立ち並ぶ。主な産業は観光業で、冬はスキー、夏はハイキングや湖でのウォータースポーツが盛んに行われている。

## アクセス
オーバーエンガディンを代表するリゾート地、サン・モリッツへのアクセスは、チューリヒから列車で約4時間（途中クールで乗換え）。ツェルマットからグレッシャー・エクスプレスで約8時間。ルガーノから定期路線バスのパーム・エクスプレスで約4時間。ミラノから約6時間（途中ティラーノ乗換え）。